# Senecio wittebergensis
Senecio wittebergensis là một loài thực vật có hoa trong họ Cúc. Loài này được Compton miêu tả khoa học đầu tiên năm 1942.